# Гіпаріонова фауна
Гіпаріонова фауна англ. hipparion fauna — теріофауністичний комплекс лучно-степового типу. Типовим представником є гіпаріон — ссавець з ряду Конеподібні (розрізняють до 50 видів).

## Час і місце існування
Гіпаріонові фауни передували мамутовим фаунам.
Гіпаріонова фауна — це фауністичний комплекс, що включав ссавців від пізнього міоцену до пліоцену (тобто віком 12—2 млн років), характерний для біоценозів степового, саванного та рідколісного типу. Він був поширений у помірних широтах, не вище 50° пн. шир. (приблизно широта Києва), в межах Євразії та північної частини Африки.

## Особливості
Формування цього комплексу і було пов'язано з формуванням та розвитком у Євразії трав'янистих типів угруповань, лучно-степових комплексів, в яких деревостани були представлені тільки вкрапленнями рідколісся та ділянками прирічкових лісів.